# Relaciones Armenia-México
Las naciones de Armenia y México establecieron relaciones diplomáticas en 1992. Ambas naciones son miembros de las Naciones Unidas y la Organización Mundial del Comercio.

## Historia

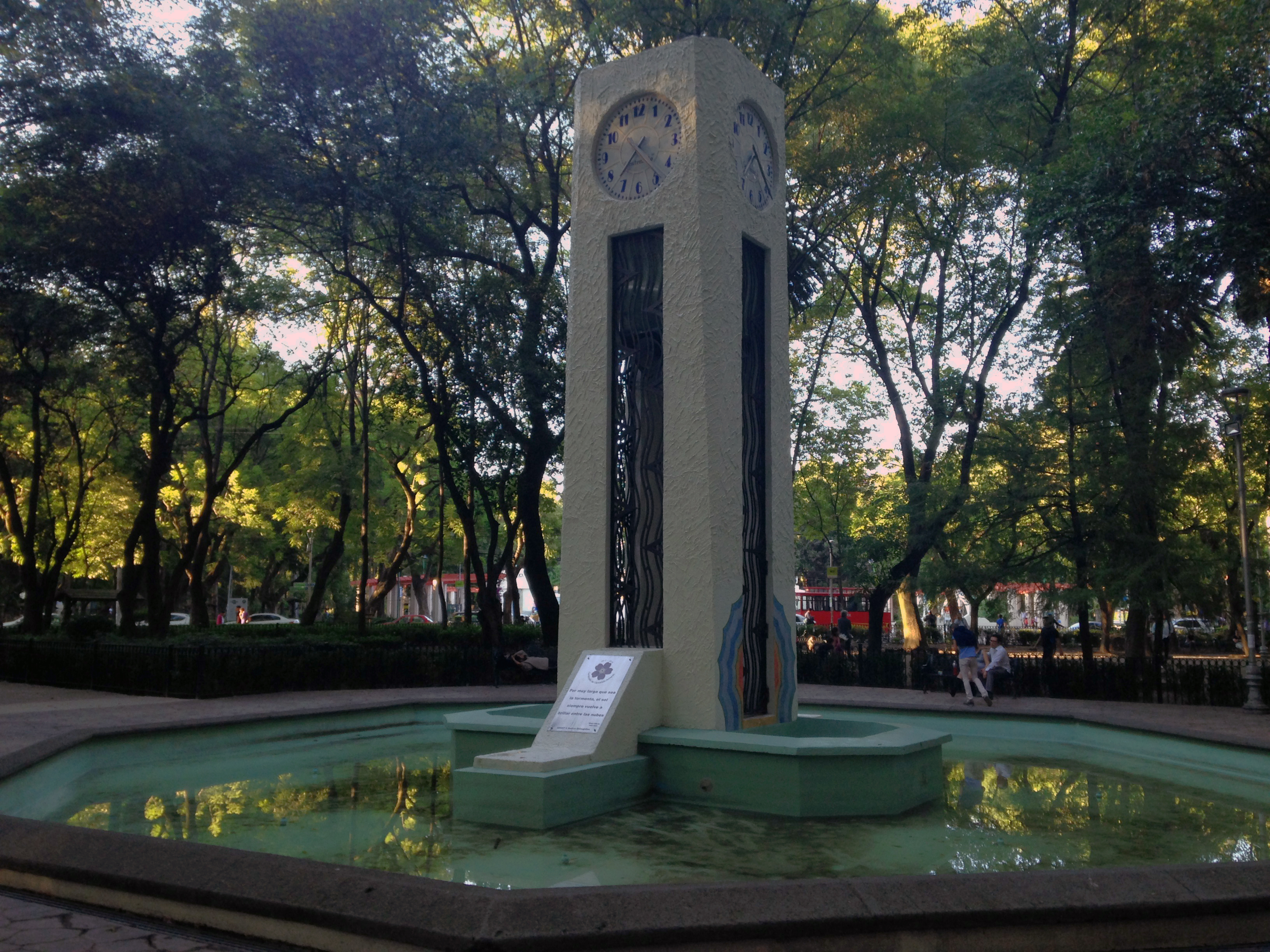
Reloj donado por la comunidad armenia en México y ubicado en el Parque México en la Ciudad de México

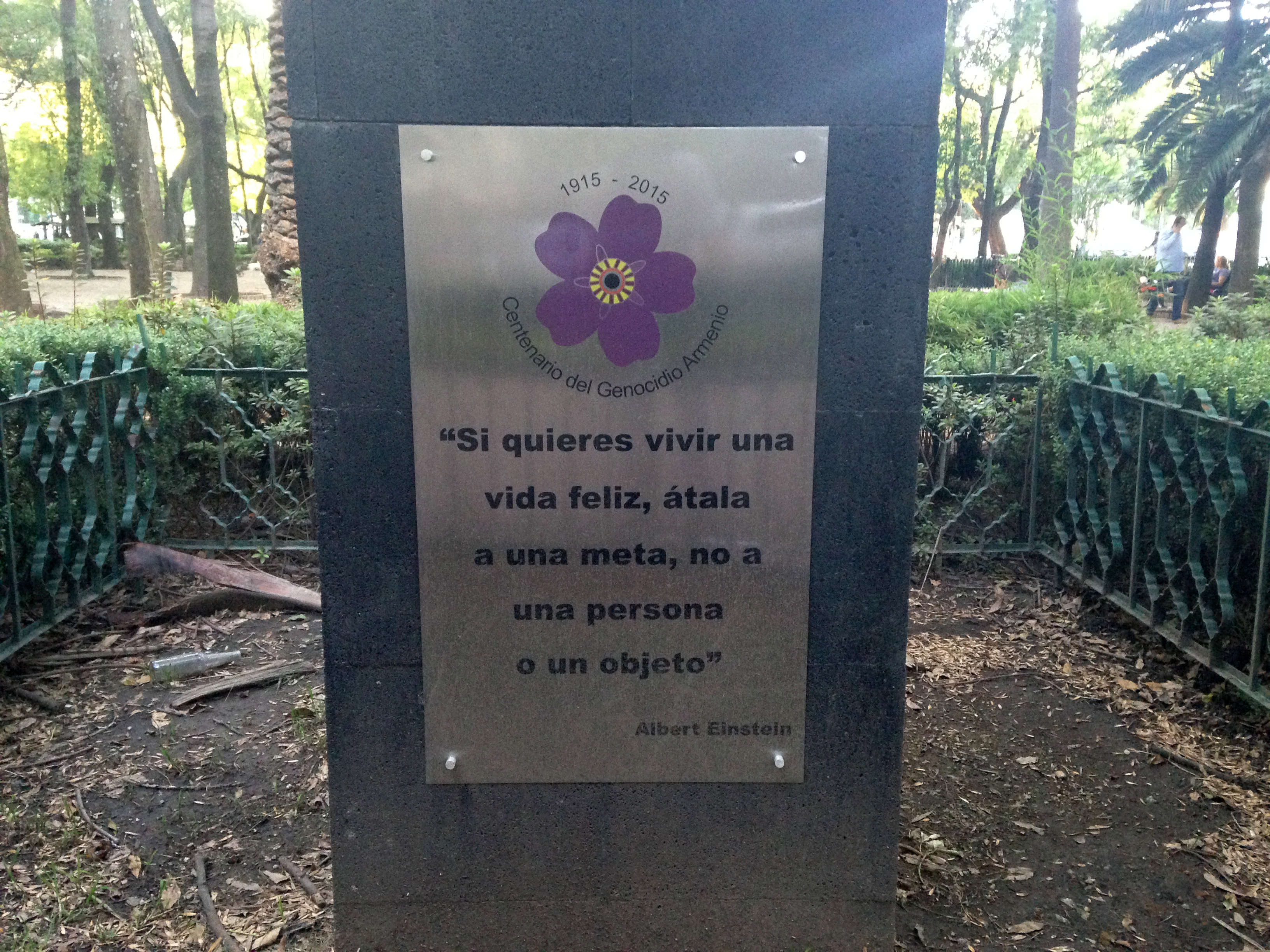
Placa conmemorativa del centenario del genocidio armenio en la Ciudad de México.

Los primeros armenios en llegar a México se produjeron en el siglo XVII, sin embargo, la oleada más grande tuvo lugar en la década de 1920 como consecuencia del Genocidio Armenio. El 14 de enero de 1992, un mes después de la disolución de la Unión Soviética en diciembre de 1991; Armenia y México establecieron relaciones diplomáticas. En marzo de 2002, el Primer ministro armenio Andranik Markarián, llegó a México para asistir a la Conferencia del Consenso de Monterrey. Este visita se convirtió en el primer y más alto funcionario del gobierno armenio en México desde la independencia. En agosto de 2002, el ministro Relaciones Exteriores de Armenia, Vartan Oskanian, realizó una visita oficial a México. Durante su visita, ambas naciones firmaron acuerdos sobre cooperación en los campos de la cultura y la educación, así como un acuerdo para abolir los visados para los titulares de pasaportes oficiales y diplomáticos.
En octubre de 2012, el ministro de Relaciones Exteriores de Armenia, Eduard Nalbandyan, realizó una visita oficial a México. Durante su visita, ministro Nalbandyan expresó su preocupación por el reconocimiento de México en 2011 de la Masacre de Joyali, en la que aproximadamente 161 civiles azerbaiyanos fueron asesinados en la ciudad de Jóyali en febrero de 1992 durante la Guerra de Nagorno-Karabaj. Ministro Nalbandyan también se preocupó por la propuesta de colocar una estatua conmemorativa del expresidente azerí Heydar Aliyev en el Paseo de la Reforma de la Ciudad de México. Después de mucha oposición de grupos de derechos humanos en México, la estatua del Presidente Alliyev fue removida y trasladada a una casa privada. Durante su visita a México, el ministro Nalbandyan se dirigió al Senado de México, donde habló de mejorando las relaciones diplomáticas entre ambas naciones y que Armenia abriría una embajada en la Ciudad de México. A principios de 2014, Armenia inauguró una embajada en la Ciudad de México.
En abril de 2015, el Senado de México celebró una "Semana Cultural Armenia" dedicada a la historia armenia para conmemorar 23 años de relaciones diplomáticas entre ambas naciones. En noviembre de 2017, dos Diputados del Congreso mexicano, durante una visita oficial a Armenia como parte del Grupo de Amistad México-Armenia por invitación del gobierno armenio; visitaron el territorio en disputa de Nagorno-Karabakh que fue, en ese entonces, ocupado por las fuerzas armenias y ubicado dentro de Azerbaiyán. Su visita no fue sancionada por el gobierno mexicano y creó una crisis diplomática entre Azerbaiyán y México.
En junio de 2019, México abrió un consulado honorario en la capital armenia de Ereván. En 2020, durante la Segunda guerra del Nagorno-Karabaj, el gobierno mexicano expresó su profunda preocupación por los informes sobre el uso de la fuerza en Nagorno-Karabaj y pidió que tanto Armenia como Azerbaiyán actuaran con "la máxima precaución, suspendieran las operaciones de carácter militar, y reanudar el proceso de diálogo lo antes posible."
En febrero de 2023, el Senado de México aprobó un reconocimiento oficial del Genocidio armenio. En septiembre de 2023, el Viceministro de Asuntos Exteriores Paruyr Hovhannisyan realizó una visita a México para asistir a la IV reunión de consultas políticas entre ambas naciones. Durante la visita, ambas naciones firmaron un acuerdo de cooperación entre academias diplomáticas de ambas naciones.

## Visitas de alto nivel
Visitas de alto nivel de Armenia a México
- Primer ministro Andranik Markarián (2002)
- Ministro Asuntos Exteriores Vartan Oskanian (2002)
- Ministro de Asuntos Exteriores Eduard Nalbandyan (2012)
- Viceministro de Asuntos Exteriores Paruyr Hovhannisyan (2023)

Visitas de alto nivel de México a Armenia
- Diputada Margarita Blanca Cuata (2017)
- Diputado Carlos Hernández (2017)
- Diputada Berenice Juarez Navarrete (2023)

## Acuerdos bilaterales
Ambas naciones han firmado algunos acuerdos bilaterales, como un Memorando de Entendimiento para el establecimiento de consultas políticas sobre temas de interés mutuo (1993); Acuerdo para el establecimiento de un régimen sin visado con respecto a los titulares de pasaportes diplomáticos y de servicio (2002); Acuerdo de cooperación en los ámbitos de la cultura y la educación (2002); Memorando de Entendimiento entre la Embajada de Armenia y la Universidad Autónoma de Sinaloa (2023); y un Acuerdo de Cooperación entre Academias Diplomáticas de ambas naciones (2023).

## Comercio
En 2023, el comercio bilateral entre ambas naciones ascendió a $4.6 millones de dólares. Las principales exportaciones de Armenia a México incluyen: ferroaleaciones, artículos de joyería, prendas de vestir, maquinaria y aparatos mecánicos, y transformadores de potencia. Las principales exportaciones de México a Armenia incluyen: café, alcohol, productos farmacéuticos, aparatos y dispositivos electrónicos e instrumentos médicos.

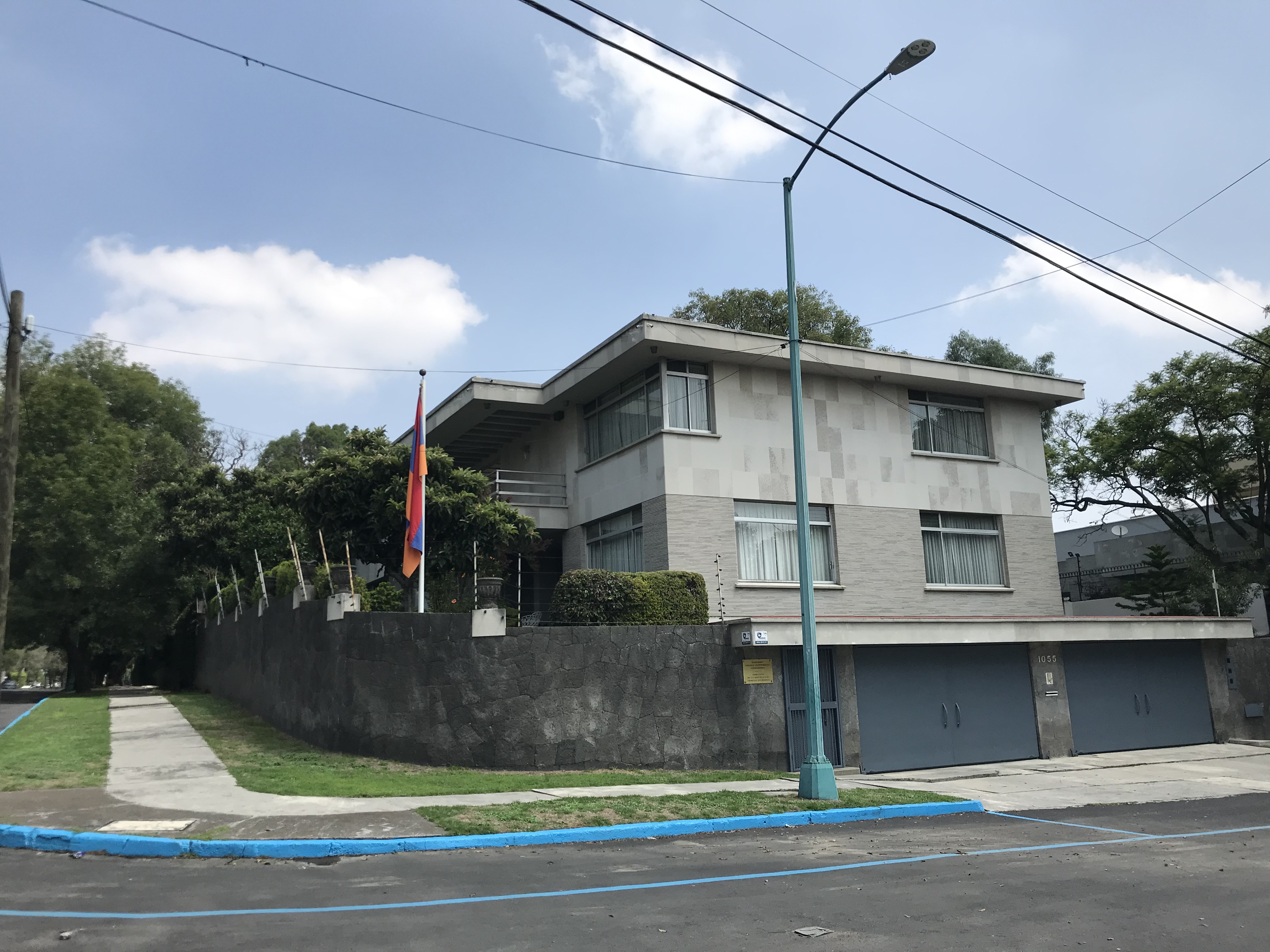
Embajada de Armenia en la Ciudad de México

## Misiones diplomáticas residentes
- Armenia tiene una embajada en la Ciudad de México.[18]
- México está acreditado ante Armenia desde su embajada en Moscú, Rusia y mantiene un consulado honorario en Ereván.[19]